# Lepidodermella zelinkai
Lepidodermella zelinkai is een buikharige uit de familie Chaetonotidae. Het dier komt uit het geslacht Lepidodermella. Lepidodermella zelinkai werd in 1914 voor het eerst wetenschappelijk beschreven door Konsuloff. 